# Myrmarachne richardsi
Myrmarachne richardsi là một loài nhện trong họ Salticidae.
Loài này thuộc chi Myrmarachne. Myrmarachne richardsi được Fred R. Wanless miêu tả năm 1978.